# Ряска малая
Ря́ска ма́лая (лат. Lémna mínor) — многолетнее водное растение, вид рода Ряска (Lemna) подсемейства Рясковые семейства Ароидные, или Аронниковые (Araceae) (ранее это подсемейство выделяли в отдельное семейство). Этих растений нередко бывает так много, что они полностью затягивают водоём.

## Ботаническое описание

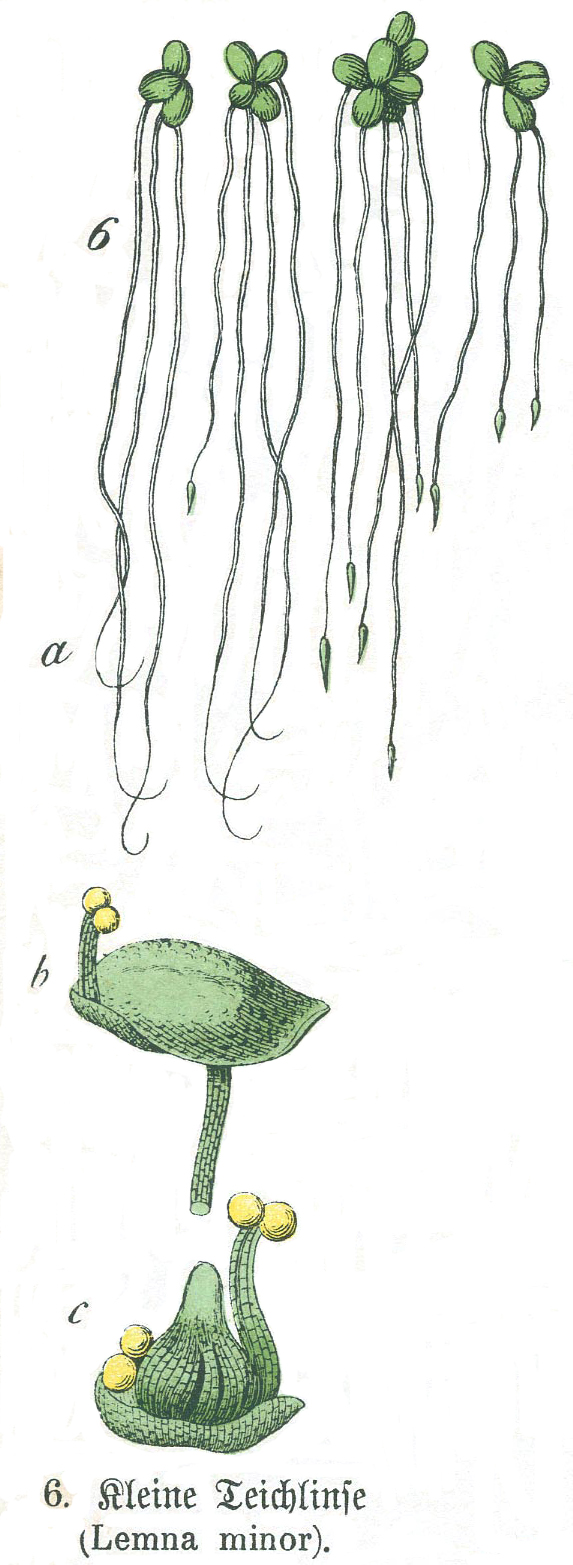

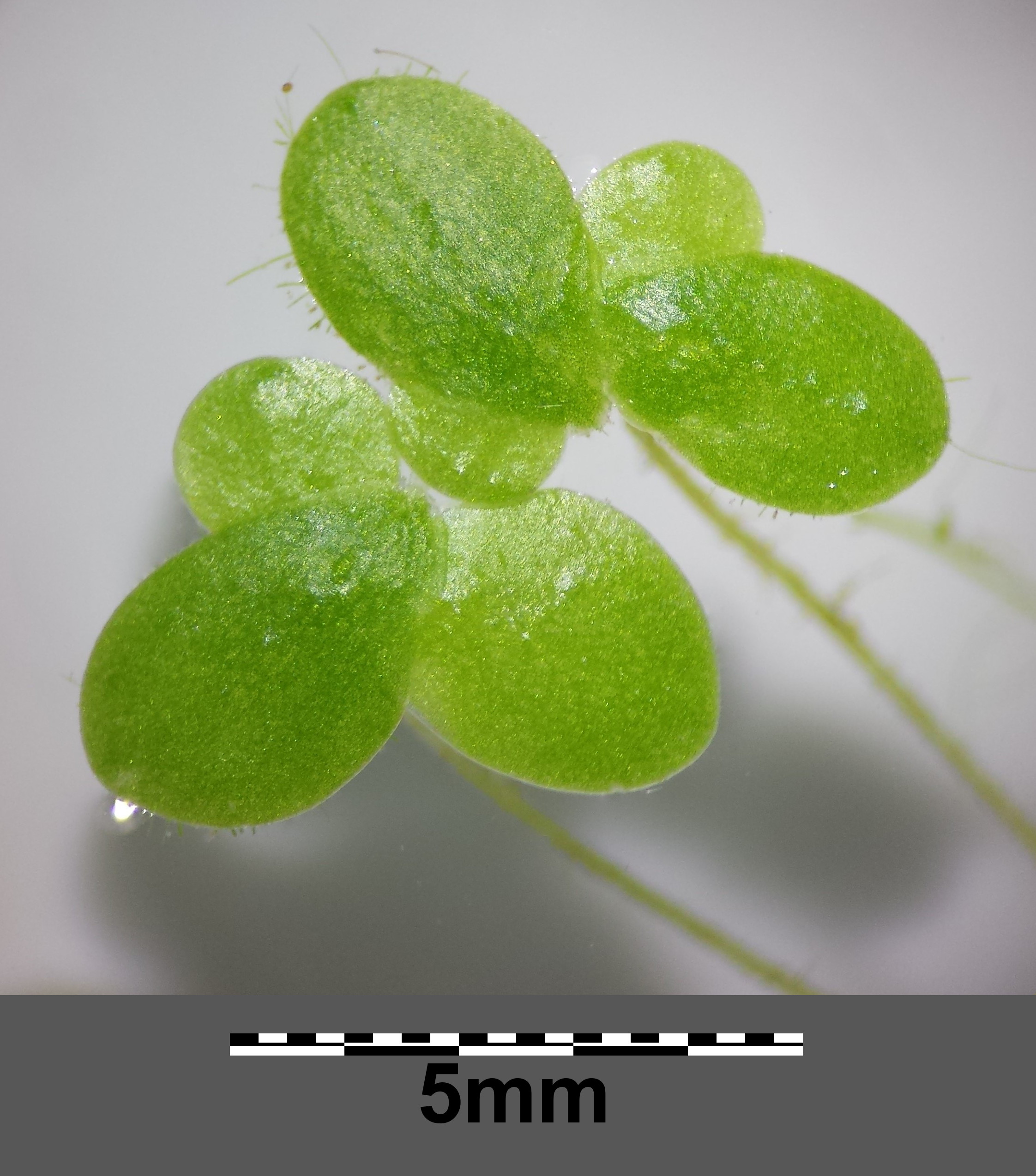

Вегетативное тело представляет собой округлую или обратнояйцевидную пластинку (щиток) 2—4,5(8) (очень редко до 10) мм длиной, (0,6)2—3(5) (очень редко до 7) мм шириной, с верхней стороны слабовыпуклую или с выдающимся горбовидным шипиком (не более 1 мм по толщине), снизу плоскую, толстоватую, непрозрачную, с тремя (редко четырьмя — пятью) жилками. Если жилок четыре — пять, то внешние боковые жилки исходят из нижней части внутренних жилок. Наименьшее расстояние между внутренними жилками — на середине длины жилок или немного ниже. Пластинки сверху зелёные, блестящие, с некоторыми неясными устьицами вдоль средней линии (устьица у вершины и около кармашка несколько больше, чем между ними), иногда с рассеянными красноватыми пятнами (особенно в течение холодного сезона); с нижней стороны плоские, желтовато- или беловато-зелёные, очень редко с красноватыми пятнами, но намного сильнее, чем сверху; наибольшая воздушная полость редко больше 0,3 мм.
Щиток разделён на дистальную, рассечённую жилками, и проксимальную зоны узлом, от которой отходит тонкий, полупрозрачный и неразветвлённый корень. На узле расположены два почечных кармашка, в которых формируются дочерние особи или соцветия. Происхождение щитка спорно, скорее всего дистальная зона произошла из листа, а проксимальная — из стебля.
Основную роль в абсорбции минеральных веществ играет нижняя поверхность щитка, когда как корень выполняет функцию удержания растения на поверхности воды. Конец его заключён в так называемый кармашек, обычно округлый.
Цветёт с мая до осени, но редко, а плодоносит очень редко, хотя по невыясненным причинам иногда цветение начинается сразу у большого числа особей в популяции. Цветок состоит из одного пестичного и двух тычиночных цветков, без околоцветника; завязь с одной семяпочкой; столбик 0,1—0,15 мм длиной.
Плоды 0,8—1 мм длиной, 0,8—1,1 мм шириной, с крыловидными краями; крыло 0,05—0,1 мм шириной.
Семена 0,7—1 мм длиной, 0,4—0,6 мм толщиной, беловатые, с десятью — шестнадцатью заметными рёбрами, остаются внутри плодов после созревания.

## Распространение
- Европа:

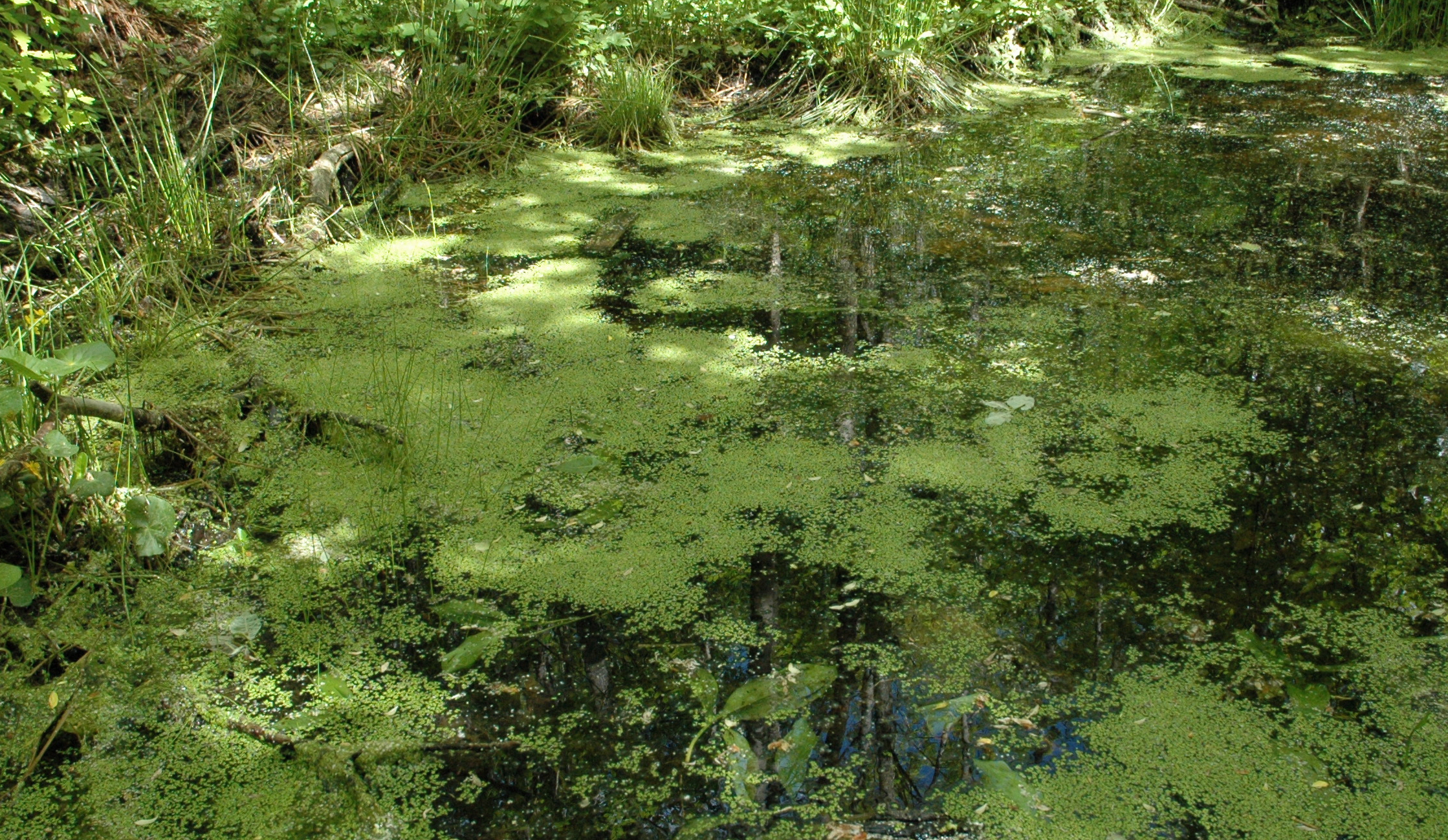
Южная Норвегия

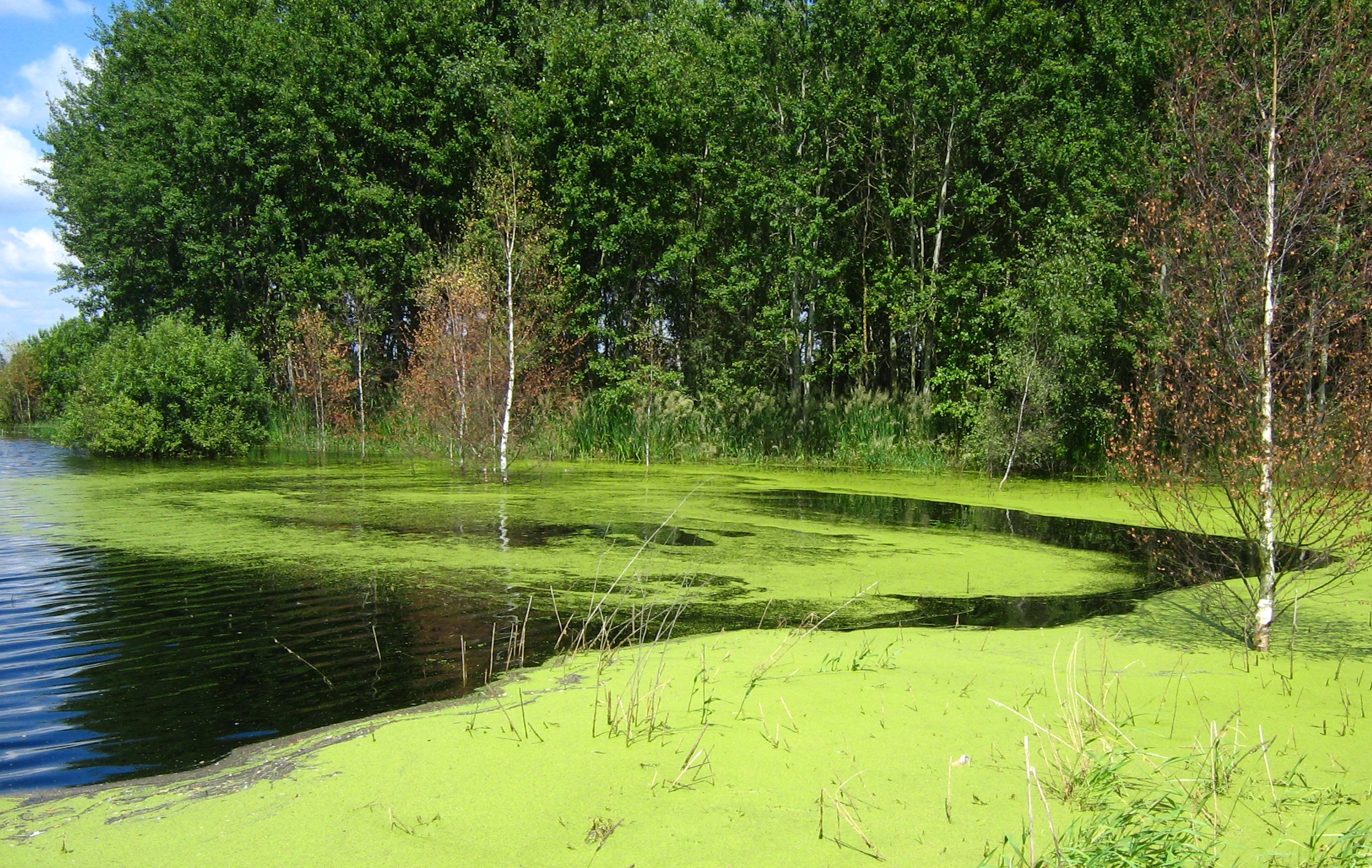
Польша

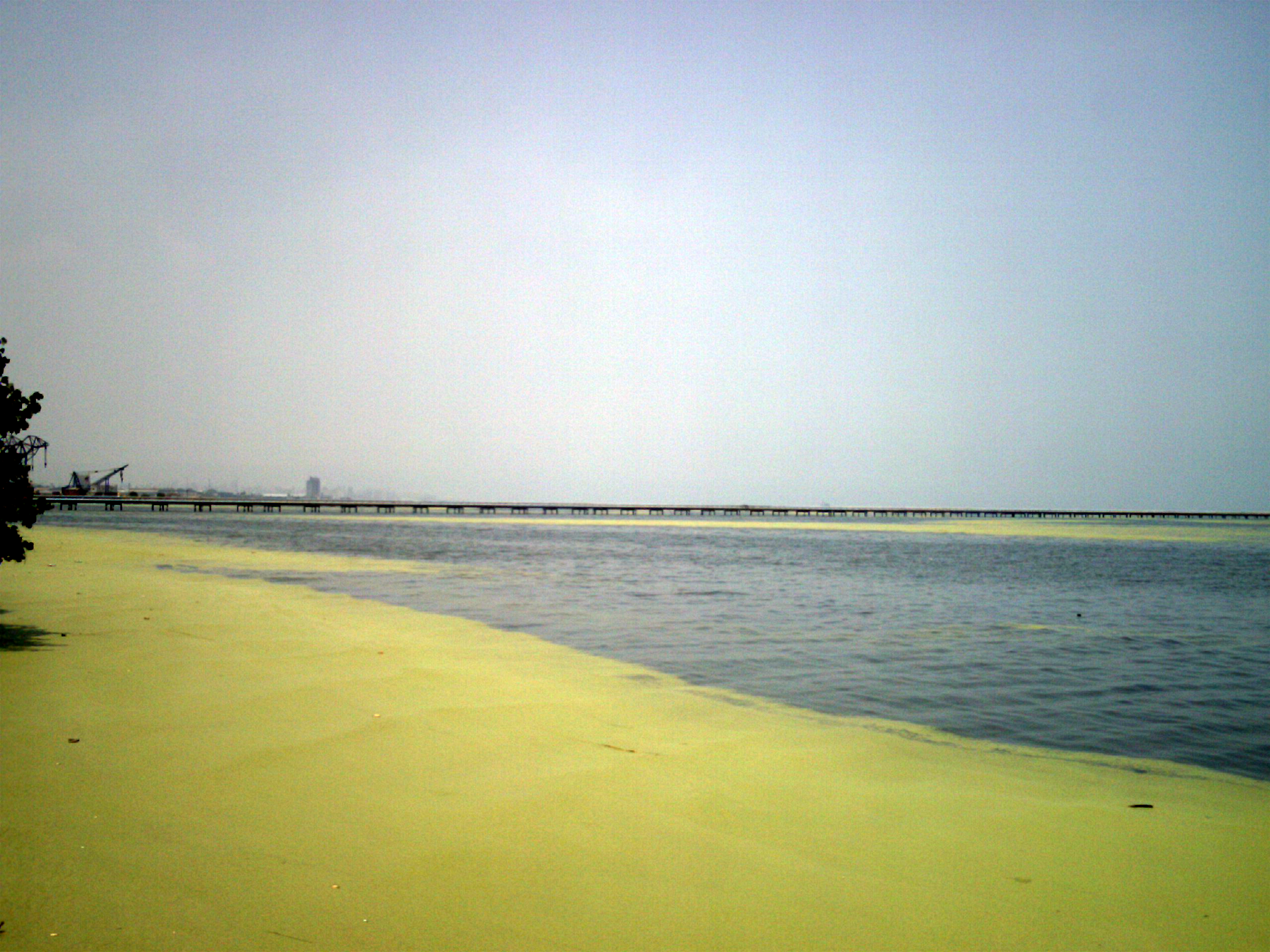
Венесуэла

  - Северная Европа (Дания, Финляндия, Швеция, Великобритания);
  - Центральная Европа (Австрия, Бельгия, Чехословакия, Германия, Венгрия, Польша, Швейцария);
  - Восточная Европа (Белоруссия, Эстония, Латвия, Литва, Молдавия, Украина, Европейская часть России);
  - Южная Европа (Албания, Болгария, Греция, Италия, включая Сардинию и Сицилию, Румыния, Франция, включая Корсику, Португалия, Испания, включая Балеарские острова);
- Кавказ:
  - (Азербайджан, Грузия);
- Азия:
  - Западная Азия (Йемен, Афганистан, Иран, Ирак, Израиль, Иордания, Ливан, Сирия, Турция);
  - Средняя Азия (Казахстан, Кыргызстан, Таджикистан, Узбекистан);
  - Российский Дальний Восток (Камчатка, Приморье, Сахалин);
  - Китай (Тибет);
  - полуостров Индостан (север Индии, Непал, Пакистан (Пенджаб));
- Африка:
  - Макаронезия (Мадейра, Канарские острова, Азорские острова);
  - Северная Африка (Алжир, Египет, Ливия, Марокко, Тунис, Эфиопия, Судан);
  - Восточная Африка (Кения, Уганда);
  - Западная Африка (Руанда, Заир);
  - Южная Африка (Мозамбик, ЮАР — на территории бывших провинций Капская, Натал и Трансвааль);
- Северная Америка:
  - Канада (Ньюфаундленд, Онтарио, Квебек, Британская Колумбия, Саскачеван);
  - США (Коннектикут, Индиана, Мэн, Массачусетс, Мичиган, Нью-Хэмпшир, Нью-Джерси, Нью-Йорк, Огайо, Пенсильвания, Род-Айленд, Вермонт, Западная Вирджиния, Иллинойс, Айова, Канзас, Миннесота, Миссури, Небраска, Северная Дакота, Оклахома, Южная Дакота, Висконсин, Айдахо, Монтана, Орегон, Вашингтон, Алабама, Арканзас, Делавэр, округ Колумбия, Флорида, Кентукки, Луизиана, Мэриленд, Северная Каролина, Теннесси, Вирджиния, Нью-Мексико, Аризона, Калифорния, Юта)[2].

Растёт в изобилии в стоячих водоёмах и часто сплошь покрывает их поверхность. Растение натурализовалось во всех странах с умеренным климатом.

## Экология
Ряска способна быстро и эффективно очищать загрязнённые водоёмы от нитратов и фосфатов. В процессе фотосинтеза она выделяет большое количество кислорода и поглощает растворённый в воде углекислый газ. Особенно хорошо ряска справляется с загрязнением водоёмов отходами животноводства, ибо очень быстро увеличивает свою биомассу в богатой органикой воде.

## Размножение
Размножается ряска малая в основном отростками, которые отделяются от пластинки и становятся самостоятельными растениями. Если растения пострадало от мороза, оно погибает и опускается на дно, но при этом зачатки новых растений не теряют жизнеспособности, перезимовывают на дне и весной всплывают на поверхность воды. Зимует ряска подо льдом, не вмерзая в него и не погибая, перезимовывает с помощью турионов, которые отличаются от вегетативных листецов тем, что меньше размером, содержат больше крахмала и тяжелее воды, почему и опускаются на дно.
Так как размножение ряски преимущественно вегетативное, то любая популяция скорее всего будет состоять из клонов одной, первоначальной, особи. Поэтому изучение изменчивости в популяции ряски очень перспективно.
Расселяется с помощью птиц, лягушек и тритонов, прилипая к их телу и лапкам. Поедается многими дикими утками. Ряска малая не погибает на открытом воздухе до 22 часов (доказано в опытах Г. Ридли, 1930 год) и за это время может быть перенесена утками на расстояние до 300 км. Разносится также крупным рогатым скотом, лошадьми и человеком, прилипая к их ногам. По мнению Г. Ридли, ряска малая на многие острова была занесена человеком.

## Химический состав
В абсолютно сухом состоянии в % содержит: 41,1 % золы, 13,8 % протеина, 1,6 % жира, 14,7 % клетчатки, 28,8 % БЭВ.

## Значение и применение
Подмешивается в корм свиньям и домашней птице. Может употребляться в пищу человеком.
В аквариумистике используется для притенения других растений, боящихся яркого света, а также выращивается на корм рыбам. Выращивание ряски в аквариуме не представляет трудностей, зато избавиться от неё очень трудно. Для этого её собирают с поверхности воды сачком и на неделю убирают верхнее освещение, оставляя только боковое.
Используется в народной медицине. Применяемая часть — всё растение. Время сбора — в течение всего лета.
Ряска обладает сильным противовоспалительным и слабым обезболивающим действием. Спиртовую настойку в виде капель применяют при воспалении слизистой оболочки верхних дыхательных путей, хроническом упорном насморке, воспалении слизистой оболочки глотки, желтухе. Её также используют при подагре, ревматизме, при глаукоме. Ряска применяется в качестве жаропонижающего, мочегонного и желчегонного средства. В дерматологии ряску можно наружно использовать при крапивнице и витилиго (белые пятна на коже), для обмывания и смачивания гнойных ран, язв и фурункулов. Ряска входит в состав фитосборов, рекомендуемых при заболеваниях щитовидной железы, в качестве источника йода.